# Институт урбанистики
Росси́йский госуда́рственный нау́чно-иссле́довательский и прое́ктный институ́т урбани́стики (РосНИПИурбанистики, Российский институт урбанистики) — один из ведущих проектных институтов России в области градостроительства и территориального планирования. Расположен в Санкт-Петербурге на Бассейной улице.

## История
Институт основан в 1929 году в Ленинграде на базе бюро планировки городов Ленгорисполкома и сектора Картографического издательства НКВД РСФСР под названием «Гипрогор» (Государственный институт проектирования городов). Первые 6 месяцев с момента основания он размещался прямо в квартире своего первого директора Л. А. Ильина. В дальнейшем институт не раз менял адреса: Академия художеств; Александро-Невская лавра; Невский проспект, 176; Невский проспект, 7/9; Иоанновский равелин Петропавловской крепости.
Расцвет «Гипрогора» пришелся на послевоенные период. К этому моменту в институте сформировалась градостроительная школа высокого уровня, которую представляли архитекторы В. П. Яковлев, В. А. Гайкович, Д. Д. Барагин, Н. А. Солофненко, Ю. М. Киловатов. В 1947 году к их коллективу присоединилась А. В. Махровская, тогда начинающий архитектор, а впоследствии видный советский ученый-градостроитель, крупный специалист в области реконструкции исторической застройки и охраны уникального историко-культурного наследия, член-корреспондент Российской академии архитектуры и строительных наук (РААСН). При активном участии Махровской «Гипрогором» были разработаны проекты центральной части города Петрозаводска и Симферополя.
В 1959 году, после объединения с ленинградским «ГипроКоммунСтроем», институт получил новое имя — «Ленгипрогор».
Институтом были разработаны генеральные планы развития многих городов СССР, в том числе Генеральный план Липецка, генпланы райцентров Брянской, Ленинградской областей. Среди реализованных проектов тех лет есть спроектированные и построенные с нуля города (например, города Краснокамск и Кирово-Чепецк).
В 1991 году институту присвоили нынешнее имя. Переименование инициировалось нынешним директором В. А. Щитинским.
Институт выполняет все виды градостроительных, архитектурно-строительных проектов, проектов в области охраны окружающей среды и инженерного обеспечения городов. Среди проектов — схема планирования градостроительного развития Чувашской Республики, стратегия социально-экономического развития Тюменской области, территориальная схема Ростовской области, генеральные планы Красноярска, Хабаровска, Белгорода, Ростова-на-Дону, Тюмени, Березников, Уссурийска, Нарьян-Мара, Салехарда, Тобольска, Ишима и других, проект горнолыжного комплекса «Красная Поляна» в Сочи, послуживший основанием для подачи заявки на проведение зимней Олимпиады 2014 года.
Сотрудники Института урбанистики принимают участие в разработке петербургских проектов, в том числе намыва Васильевского острова и реконструкции промышленных кварталов вокруг Бадаевских складов.

## Здание на Бассейной
В 1966—1969 годах в Московском районе для ЛенГИПРОгор строится 14-этажное здание. Его проект выполнили архитекторы самого «Ленгипрогор». По словам директора НИИ В. А. Щитинского, это первое в Ленинграде здание, построенное методом подъёма перекрытий, давшим начало монолитному строительству.
13 марта 1998 года в здании произошел пожар. Оно выгорело практически полностью. Сотрудники института делали ремонт, и до 2007 года были отремонтированы семь этажей. В 2007 году начались масштабные работы по реконструкции, которые завершились в 2008 году. Верхние этажи заняли офисы.